# Gazeta Kielecka
Gazeta Kielecka – czasopismo wydawane w Kielcach od 1870 do 1939 roku, ukazujące się dwa razy w tygodniu, w środy i niedziele.
„Gazeta Kielecka” została założona z inicjatywy naczelnika powiatu kieleckiego Leona Gautiera oraz kieleckiego księgarza i społecznika Morica Goldhaara. Pierwsze numery pisma drukowano w drukarni Edwarda Kołakowskiego.
Ze względu na duże koszty wydawania, oraz charakter pisma, które miało służyć programowi pracy organicznej, „Gazeta Kielecka” ukazywała się dwa razy w tygodniu, w niedziele i środy. Obawiano się głównie małego zainteresowania planowanym wydawnictwem i niewielkiej liczby prenumeratorów. Ponieważ ówczesne Kielce liczyły niespełna 7000 mieszkańców, redaktorzy pisma zdecydowali rozszerzyć granicę swojej działalności na obszar całej guberni kieleckiej.
Pierwszy numer „Gazety Kieleckiej” ukazał się 2 października 1870 roku. Trzonem pisma były artykuły z wiadomościami lokalnymi, felietony popularnonaukowe i ekonomiczne. Istotną część zajmowały artykuły dotyczące zmian prawa i przepisów w guberni kieleckiej, które dotyczyły żywotnych interesów mieszkańców (jak choćby zmiana przepisów dotyczących ubezpieczeń od pożarów). „Gazeta Kielecka” miała być poświęcona głównie potrzebom i interesom miejscowym. Wiadomości polityczne były przedstawiane skrótowo, na ostatnich stronach „Gazety”'.
Dostępna była prenumerata pisma: półroczna w cenie 3 rubli, kwartalna w cenie 1 rubla i 50 kopiejek i miesięczna kosztująca 50 kopiejek. Pojedynczy numer „Gazety” kosztował 10 kopiejek.
Od początku swojego istnienia redakcja „Gazety Kieleckiej” dała swoim czytelnikom możliwość polemiki z zawartymi w artykułach przekonaniami autorów, zachęcając do przysyłania własnych opinii, które obiecano bez zastrzeżeń drukować.
Ostatni numer „Gazety Kieleckiej” ukazał się 15 października 1939 roku i zawierał głównie ogłoszenia niemieckich władz okupacyjnych.